# Mekarwangi (Argapura)
Mekarwangi is een bestuurslaag in het regentschap Majalengka van de provincie West-Java, Indonesië. Mekarwangi telt 1713 inwoners (volkstelling 2010).